# Johann Punz
Pas d'image ? Cliquez ici
Johann Punz (1er septembre 1843[réf. souhaitée] - 28 février 1906) était un guide de haute montagne allemand de Ramsau bei Berchtesgaden. Il était surnommé Preiss. 
En 1868, il a réussi avec son voisin le guide Johann Grill (de) (surnommé Kederbacher) et l'autrichien Albert Kaindl la première traversée des trois sommets du Watzmann (Hocheck, Mittelspitze et Südspitze). 
Avec Ludwig Purtscheller, il a conduit le 12 juin 1885 avec succès la seconde traversée de la paroi orientale du Watzmann. Il a la même année réussi la première ascension du Kleines Palfelhorn dans le Hochkalter avec Franz von Schilcher et J. Schöttl
.